# Noël (Holmès)
Pour les articles homonymes, voir Noël (homonymie).
Noël, aussi appelé plus communément Trois anges sont venus ce soir, est une mélodie d'Augusta Holmès composée en 1884.

## Composition
Augusta Holmès compose Noël en 1884 sur un poème écrit par elle-même. L'œuvre, en ré  majeur, a été publiée la même année par les éditions Léon Grus. Il existe aussi une version anglaise sous le titre Three angels came to me this night.

## Réception
Le Noël d'Augusta Holmès est l'une de ses mélodies les plus connues, il est même repris dans la littérature de l'époque. Avant 1er janvier 1894, Camille Del-Ambo chante la mélodie, rapporté par le journal Le Cyclamen. Il est joué autant à Paris qu'en province, comme en 1905. En 1932, Ultraphone en sort une version sur disque chantée par Mme Coudray. En 1938, c'est la maison Lumen qui en sort une nouvelle version.